# George Donner

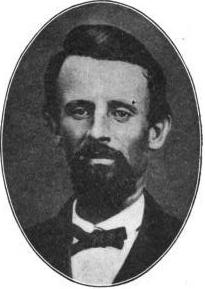
George Donner, sobrino del mismo nombre, de adulto. Según sus familiares se parecía mucho a su padre Jacob y su tío George, de los que no se ha conservado ningún retrato o foto.

George Donner (1784 o 1785-marzo de 1847) fue el líder de la Expedición Donner, que estaba formada por un grupo de colonos norteamericanos que tenían como destino California y quedaron atrapados por el mal tiempo en la cordillera de Sierra Nevada, en la región de Alta California, desde el invierno de 1846 hasta abril de 1847. Casi la mitad de los participantes en la expedición murieron de hambre, y algunos de los emigrantes tuvieron que recurrir al canibalismo sobre los muertos para poder sobrevivir.

## Expedición Donner
George Donner era un acomodado terrateniente que vivía a las afueras de Springfield, Illinois. En septiembre de 1845 vendió su granja y el 14 de abril de 1846, junto a su hermano menor Jacob Donner, y James F. Reed, acompañados los tres por sus familias y jornaleros, partieron para California en carros cubiertos como parte de la Compañía Boggs. Tres meses más tarde, en el río Litle Sands en Wyoming, George fue elegido para dirigir el grupo, ahora conocido como la expedición Donner, que decidió abandonar el camino tradicional y tomar el Atajo de Hastings a través de las montañas Wasatch en Utah y el Gran desierto del Lago Salado, para reincorporarse al paso de California al oeste de Elko, en Nevada. Llegaron a la Sierra Nevada a finales de la temporada, y se quedaron atrapados por la nieve en el lado oriental del Lago Truckee (ahora Lago Donner), en California.

## Fallecimiento
Un equipo de rescate fue organizado pero cuando llegaron, Jacob Donner ya estaba muerto y George Donner no podía moverse porque tenía un brazo consumido por la gangrena. Los rescatadores se llevaron entre otros a las hijas mayores de George, Elitha y Leanna, dejándolo atrás. En la segunda y tercera partida de rescate, encontraron a George demasiado débil como para viajar. Cuando el cuarto y último partido de rescate llegó el 17 de abril de 1847, se encontraron con Donner muerto en su cama. Otros relatos de la muerte de George Donner indican que su cuerpo había sido mutilado y canibalizado.

## Descendencia
Los hijos del primer matrimonio de George Donner prefirieron quedarse en Illinois, pero las hijas de su segundo y tercer matrimonios lo acompañaron a California. Las cinco sobrevivieron. Las hijas de su segundo matrimonio eran Elitha y Leanna; de su tercer matrimonio nacieron Frances, Georgia y Eliza.
- Elitha Cumi Donner (1831-1923) se casó con Ferry Concomo unos meses después de su rescate, a los 15 años. Después de enviudar se casó con Benjamín Wilder con quien tuvo siete hijos. Vivió la mayor parte de su vida en un rancho cerca de Ele Grave, California, donde murió en 1923.

- Leanna Charity Donner (1833-1930) vivió con Elitha hasta que se casó con John App en 1852. Tuvieron tres hijos. Leanna vivió toda su vida en Jamestown, California. Murió allí en 1930.

- Frances Eustis Donner (1840-1921) hizo su hogar junto a la familia de James F. Reed en San José, California, en donde estuvo varios años, y luego se fue a vivir con su media hermana mayor, Elitha. Se casó con el cuñado de Elitha, William Wilder. Tuvieron siete hijos. Los Wilder vivieron en Byron, California. Frances murió allí en 1921.

Georgia Anna Donner y Eliza Poor Donner fueron adoptadas por Christian y Maria Brunner (o Bruner) en el Fuerte Sutter, luego se trasladaron con ellos a Sonoma, California, a finales de 1847. Eliza describe sus años con los Brunner en su libro La expedición de Donner (Chicago: McClurg, 1911). Se fueron a vivir con Elitha y Benjamín Wilder en 1854:
- Georgia Anna Donner (1841-1911) se casó con Washington Babcock en 1863. Vivieron en Mountain View, California y luego se mudaron a St. John, Washington. Georgia murió en 1911.

- Eliza Donner (1843-1922) se casó con Sherman O. Houghton en 1861. Tuvieron siete hijos y vivieron en San José, California, a excepción de cuatro años en los que vivió en Washington D. C. mientras Sherman sirvió en el Congreso. Se mudaron a Long Beach, California alrededor de 1885. Eliza murió en 1922.